# Fəridə Əzizova
Fəridə Əzizova (Qusar, 6 giugno 1995) è una taekwondoka azera.
Ha partecipato ai Giochi olimpici di Londra 2012 e a quelli di Rio de Janeiro 2016.

## Palmares
- Mondiali

Puebla de Zaragoza 2013: bronzo nei 67 kg.
Manchester 2019: bronzo nei 67 kg.
- Europei

Baku 2014: bronzo nei 67 kg.
- Giochi europei

Baku 2015: argento nei 67 kg.